# Lord of the Toys
Lord of the Toys ist ein deutscher Dokumentarfilm des Regisseurs Pablo Ben Yakov über das Leben einer Clique, der Pfandangels, rund um Max Herzberg aus Dresden. Die Filmcrew begleitet die Clique einen Sommer lang. Lord of the Toys kam im Mai 2019 in die Kinos.

## Inhalt
Der Dokumentarfilm Lord of the Toys behandelt das Leben der Pfandangels, einer Clique rund um den deutschen Webvideoproduzenten Max „Adlersson“ Herzberg. Die Mitglieder der Clique, welche gerade erst volljährig geworden sind, sind teilweise arbeitslos, trinken viel Alkohol und wissen nicht, was sie mit ihrem Leben anfangen sollen. Lord of the Toys bietet einen Einblick in das Leben gelangweilter, hilflos wirkender und häufig alkoholisierter Jugendlicher. Mehrere Mitglieder der Gruppe sind außerdem selbst Influencer und lassen ihre oft minderjährigen Fans auf YouTube oder auch Instagram an ihrem Alltag teilhaben. Auf ihren YouTube-Kanälen verbreiten Herzberg und seine Freunde Videos und Fotos, in welchen sie herumpöbeln, Alkohol konsumieren, Unboxing-Videos über Messer machen, oder auch eine Flasche voll Urin in Herzbergs Fanpost finden. Mit ihrer Arbeit ist die Herzberg-Gang recht erfolgreich. So hat Herzberg selbst über 400.000 Abonnenten, auch einige seiner Freunde haben Follower in Zehntausender-Höhe. Das Filmteam zeigt jene Szenen unkritisch und ohne Kommentierung. Die Filmzeitschrift epd Film beschreibt den Film damit, dass Lord of the Toys nicht das Porträt einer Generation, sondern nur eine Aufnahme eines Mikrokosmos und ein Film über gesellschaftliche Randgruppen und soziale Ungerechtigkeiten sei.

## Preise
Auf dem DOK Leipzig 2018 gewann Lord of the Toys den Hauptpreis im deutschen Wettbewerb und bekam die Goldene Taube verliehen. Der Gewinn sorgte aufgrund der teils rassistischen, antisemitischen und sexistischen Aussagen der Dresdner Gruppe für Kritik beim Spiegel.
Die Auswahlkommission des DOK Leipzig begründet die Auswahl des Dokumentarfilms folgendermaßen: „Dieses Thema wird selten dargestellt und ist für viele Neuland. Die Filmemacher vermitteln hier eine dieser Jugend eigene Sprache und eigene Codes, ein Lebensgefühl. Der Film lässt den Protagonisten dabei Raum zur Entwicklung – mehr als Interviews es könnten.“

## Rezeption
Im Film sind Szenen zu sehen, in welchen verfassungsfeindliche Parolen wie „Sieg Heil!“ oder beleidigende Aussagen im Streit gegenüber einer asiatischen Studentengruppe wie z. B. „Wir sind Nazis und stolz drauf. Fickt euch selbst, ihr Fotzen!“ zu hören sind. Herzberg selbst beteuert, dass die Aussagen sarkastisch gemeint waren und nur zur Provokation der asiatischen Gruppe dienten.
Der Spiegel kritisierte angebliche Verharmlosungsstrategien der Filmemacher. So wurden Gespräche über NPD-Kontakte und der Übergriff auf die Studentengruppe unkommentiert gelassen. Die Leipziger Cinémathèque distanzierte sich von dem gezeigten Inhalt und rief zu einer kritischen Auseinandersetzung mit dem Film auf.
Filmdienst ist der Meinung, dass „Lord of the Toys [...] beklemmend deutlich [macht], dass es ein weiter Weg sein dürfte von der Deradikalisierung dieser verlorenen Jugend zu ihrer Rehumanisierung.“
Die Deutsche Film- und Medienbewertung (FBW) empfindet „Yakov und Krummels Dokumentarfilm ... [als] genauso bedrückend wie entlarvend. Dramaturgisch gut aufgebaut, führen die Autoren ihren Zuschauern gesellschaftliche und vielleicht auch gesellschaftsrelevante, zeitgenössische Auflösungserscheinungen vor. Sie zeigen, wie gefährlich die Vernachlässigung sozialer Randgruppen ist, aber auch über welches Potential die social channels verfügen.“